# أتشقوئي
أتشقوئي (بالفارسية: اچقوئی) هي قرية تقع في غلستان في إيران. يقدر عدد سكانها بـ 611 نسمة .